# St. Paul (Iowa)
St. Paul és una població dels Estats Units a l'estat d'Iowa. Segons el cens del 2000 tenia 118 habitants.

## Demografia
Segons el cens del 2000, St. Paul tenia 118 habitants, 52 habitatges, i 30 famílies. La densitat de població era de 119,9 habitants/km².
Dels 52 habitatges en un 28,8% hi vivien nens de menys de 18 anys, en un 53,8% hi vivien parelles casades, en un 3,8% dones solteres, i en un 40,4% no eren unitats familiars. En el 32,7% dels habitatges hi vivien persones soles el 17,3% de les quals corresponia a persones de 65 anys o més que vivien soles. El nombre mitjà de persones vivint en cada habitatge era de 2,27 i el nombre mitjà de persones que vivien en cada família era de 2,97.
Per edats la població es repartia de la següent manera: un 22,9% tenia menys de 18 anys, un 3,4% entre 18 i 24, un 33,1% entre 25 i 44, un 24,6% de 45 a 60 i un 16,1% 65 anys o més.
L'edat mediana era de 39 anys. Per cada 100 dones de 18 o més anys hi havia 102,2 homes.
La renda mediana per habitatge era de 45.313 $ i la renda mediana per família de 58.750 $. Els homes tenien una renda mediana de 37.188 $ mentre que les dones 25.625 $. La renda per capita de la població era de 20.312 $. Cap de les famílies i el 3,9% de la població estaven per davall del llindar de pobresa.

## Poblacions més properes
El següent diagrama mostra les poblacions més properes.